# Cantone di Cergy-1
Il Cantone di Cergy-1 è una divisione amministrativa dell'Arrondissement di Pontoise.
È stato istituito a seguito della riforma dei cantoni del 2014, che è entrata in vigore con le elezioni dipartimentali del 2015.

## Composizione
Comprende parte del comune di Cergy e i comuni di:
- Osny
- Puiseux-Pontoise